# 佩拉拉斯塞里
佩拉拉斯塞里（Peralasseri），是印度喀拉拉邦Kannur县的一个城镇。总人口15818（2001年）。

## 人口
该地2001年总人口15818人，其中男性7467人，女性8351人；0—6岁人口1601人，其中男827人，女774人；识字率86.09%，其中男性为87.84%，女性为84.53%。